# Mororefleksen
Mororefleksen (faldrefleksen) udløses hos et spædbarn, ved at man lader barnets hoved falde bagud. Armene slås ud og efterfølges af en omklamrende bevægelse.
Reflekserne er udtryk for barnets led- og muskelfunktion. Derfor undersøger jordemoderen barnets reflekser lige efter fødslen, senere undersøges de af sundhedsplejersken og endelig af den praktiserende læge ved børneundersøgelserne.